# Спасский остров
Спа́сский остров (фин. Peryka-saari) — находится в Центральном и Адмиралтейском районе Санкт-Петербурга. Располагается в исторической части Петербурга между Фонтанкой, Мойкой, каналом Грибоедова и Крюковым каналом. Площадь острова более 230 га.

## История
Современное название существует с XVIII века. Возникло из-за того, что на острове был расположен Спас-на-Сенной (Успенская церковь). Также остров называли Фонтанным, но название не прижилось.
Остров образован искусственно путём отделения части Первушина острова (ныне Коломенский, Покровский и Казанский острова) путём соединения канала Грибоедова с рекой Мойкой и постройки Крюкова канала в начале XVIII века. До 1917 года остров входил в Спасскую часть.
На острове 7 марта 2009 года открыта станция метро «Спасская».

## Улицы
- Невский проспект (участок от Казанского до Аничкова моста.
- Садовая улица (участок от 1-го Садового до Старо-Никольского моста.

## Связь с другими островами дельты Невы
- Остров соединён с Безымянным островом через реку Фонтанку девятью мостами:
  1. Мост Белинского
  2. Аничков мост
  3. Мост Ломоносова
  4. Лештуков мост
  5. Семёновский мост
  6. Горсткин мост
  7. Обуховский мост
  8. Измайловский мост
  9. Красноармейский мост

- Соединён с островом Летний сад 1-м Инженерным мостом через реку Мойку.

- Остров соединён с 1-м Адмиралтейским островом через реку Мойку двумя мостами:
  - Выше по течению — 1-й Садовый мост
  - Ниже по течению — 2-й Садовый мост

- Соединён с островами 1-м Адмиралтейским и Казанским Тройным мостом через реку Мойку и канал Грибоедова.

- Остров соединён с Казанским островом через Канал Грибоедова пятнадцатью мостами:
  1. Ново-Конюшенный мост
  2. Итальянский мост
  3. Казанский мост
  4. Банковский мост
  5. Мучной мост
  6. Каменный мост
  7. Демидов мост
  8. Сенной мост
  9. Кокушкин мост
  10. Вознесенский мост
  11. Подьяческий мост
  12. Львиный мост
  13. Харламов мост
  14. Ново-Никольский мост
  15. Красногвардейский мост

- Остров соединён с Покровским островом через Крюков канал двумя мостами:
  - Выше по течению — Старо-Никольский мост
  - Ниже по течению — Смежный мост